# Edulica
Edulica is een geslacht van vlinders van de familie snuitmotten (Pyralidae), uit de onderfamilie Phycitinae.

## Soorten
- E. compedella Zeller, 1881
- E. rufalis Hampson, 1901